# 34172 Camillemiles
34172 Camillemiles è un asteroide della fascia principale. Scoperto nel 2000, presenta un'orbita caratterizzata da un semiasse maggiore pari a 2,6627839 au e da un'eccentricità di 0,1478551, inclinata di 2,19306° rispetto all'eclittica.